# Trans-Europ-Express (film)
Pour les articles homonymes, voir Trans-Europ-Express (homonymie).
Pour plus de détails, voir Fiche technique et Distribution.
Trans-Europ-Express  est un film français réalisé par Alain Robbe-Grillet en 1966 et sorti en 1967.

## Synopsis
Dans le convoi d'un Trans-Europ-Express qui roule entre Paris et Anvers, une équipe de cinéma imagine le scénario d'un film. Un jeune homme aux pulsions sexuelles exacerbées doit prendre livraison d'une valise contenant de la drogue. Très vite, scénario et réalité ne font plus qu'un, ce que le style de la réalisation exprime par des allers et retours entre séquences, les unes en reprenant d'autres avec des variantes de l'action qui expriment les versions variables imaginées par l'auteur du scénario, Alain Robbe-Grillet, et cela dans le décor même du train.

## Fiche technique
- Réalisation : Alain Robbe-Grillet
- Scénario : Alain Robbe-Grillet
- Dialogues : Alain Robbe-Grillet
- Directeur de la photographie : Willy Kurant
- Monteur : Bob Wade
- Assistant monteur : Jacques Doillon
- Musique : Michel Fano
- Durée : 105 minutes
- Genre : Thriller érotique
- Première présentation le 25 janvier 1967

## Distribution
- Jean-Louis Trintignant : Elias
- Marie-France Pisier : Eva
- Christian Barbier : Lorentz
- Charles Millot : Franck
- Daniel Emilfork : le policier
- Henri Lambert : l'inspecteur
- Alain Robbe-Grillet : Jean, le réalisateur
- Catherine Robbe-Grillet : Lucette
- Virginie Vignon : la vendeuse
- Gérard Palaprat : le jeune hôte
- Nadine Verdier : la soubrette de l'hôtel
- Jess Hahn : L'un des inspecteurs à la consigne (non crédité)
- Prima Symphony : La stripteaseuse
- Clo Vanesco

## Autour du film
Quoi qu'il ait fait l'objet d'un financement – en coproduction – du ministère belge de l'Education nationale et de la culture à travers son service des films éducatifs, le film fut attaqué dans une partie de la presse belge classée à droite (notamment Europe Magazine) qui estimait qu'il était inadmissible que l'argent d'un service voué au film scolaire, avant tout documentaire, soit investi dans une production de fiction et, qui plus est, dont le scénario et les images étaient jugés, par certains, incompatibles avec la morale. La réponse des défenseurs de la participation de l'État fut que l'adaptation à l'écran d'une œuvre littéraire pouvait être considérée comme rentrant, au sens large, dans l'objectif pédagogique du service incriminé. Mais les critiques s'élevèrent aussi contre la participation massive de techniciens français, alors que l'argent de l'état belge avait été investi dans le film dont nombre de séquences avaient été tournées en Belgique (Frederic Sojcher, La Kermesse Héroïque du Cinéma Belge, vol. 3, page 69, Édition L'Harmattan). Le film n'en connut pas moins une distribution en Belgique rendue attractive par le talent de la vedette, Marie-France Pisier, autant que par l'exhibition, anodine, de son physique. Depuis l'époque de la production, l'évolution des mœurs qui s'est manifestée tant à l'écran que dans la vie, a enlevé au film tout aspect scandaleux. Cependant, bien qu'il s'agisse d'une coproduction -ce qui confère au film une double nationalité- l'appartenance du film à la production belge lui est, de fait, déniée, au point qu'il n'est, en général, pas repris dans les répertoires de la production belge du XXe siècle, alors que les coproductions belges avec la France et d'autres pays y sont prises en compte.